# Max Woosnam
Maxwell "Max" Woosnam (Liverpool, 6 de setembro de 1892 - Londres, 14 de julho de 1965) foi um desportista britânico, conhecido como um dos maiores atletas britânicos por seu reconhecimento. Medalhista olímpico de ouro em duplas e prata em duplas mistas.
Tenista campeão olímpico de duplas e de Grand Slam, e ainda capitão da Copa Davis, jogador de sinuca com Break, de críquete com um century (mais de 100 pontos em uma partida), e capitão do English Team, e do Manchester City F.C.. 